# Berga, Söderhamns kommun
Berga är en småort i Söderala socken i Söderhamns kommun, Gävleborgs län.